# 卡班盖·穆波波
卡班盖·穆波波（英語：Kabange Mupopo；1992年9月21日—），赞比亚女子田径和足球运动员，目前效力于绿水牛足球俱乐部和赞比亚国家女子足球队。她曾代表赞比亚参加2024年夏季奥林匹克运动会女子足球比赛。